# Piropo (social)

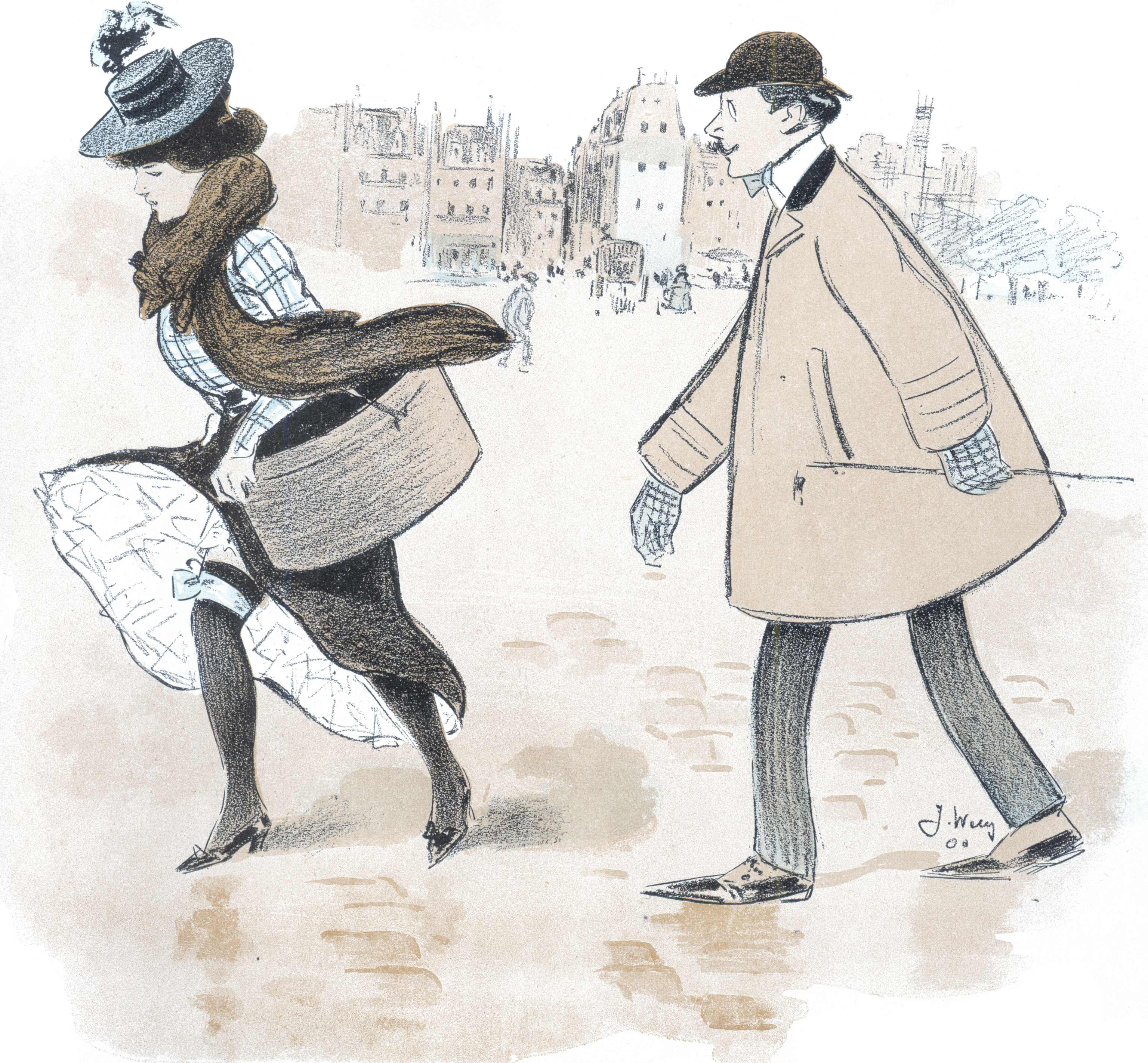

Piropo, de la voz latina “pyropus”, proviene a su vez del griego “pyropos”, donde “pyr” es fuego, y “ops”, equivalente a “sentimientos”, significa "fuego en los sentimientos". Antiguamente, piropo era una variedad de granate de color rojo fuego, muy apreciada como piedra fina, por lo que autores como Calderón y Quevedo la usaron figuradamente como metáfora de decir palabras bonitas y con este significado pasó al diccionario en 1843. Hoy la palabra piropo sólo se usa en el sentido de cumplido o frase adjetiva.
El piropo tiene diferencia entre los sinónimos más cercanos, como galanteo o coqueteo, consistente en expresar la valoración de la belleza o los atributos de otra persona, bien sea mujer u hombre. Aunque tradicionalmente se entiende como parte del folclore y la cultura, durante los últimos años se ha mostrado la dualidad presente en el acto de valorar la figura femenina.
Aunque tradicionalmente se ha considerado como algo inofensivo, en épocas actuales puede interpretarse en ocasiones como una forma leve de acoso sexual, especialmente cuando sucede en espacios públicos (la calle, el autobús, etc.), en los que no es esperable el coqueteo (como pueda ser fiestas, discotecas o similares).
En Buenos Aires, en 1889, se multaba con 50 pesos el piropeo; Ángel Villoldo escribió un tango sobre el asunto.